# Colostethus dysprosium
Colostethus dysprosium (лат.) — вид рода тёмных древолазов семейства древолазов.
Этот вид встречается только в одном месте в департаменте Антьокия, Колумбия, на высоте 1300—1400 м над уровнем моря. Головастики развиваются в воде.